# Národní knihovna Koreje
Národní knihovna Koreje, korejsky 국립중앙도서관, je veřejná knihovna, nacházející se v jihokorejském hlavním městě Soulu, a to přesněji v jeho městské části Banpo-dong.

## Historie
Založena byla v roce 1945, do současného sídla se přestěhovala v roce 1988. Má ve fondech téměř 11 milionů knih, z toho je 1,3 milionu cizojazyčných. Drtivou většinu z nich (přes 8 milionů) knihovna získala díky povinným výtiskům, jež požaduje jihokorejské zákonodárství. Dvě knihy jsou zařazeny na seznam Národních pokladů Koreje (obdoba Národní kulturní památky v ČR), jde o Sipchil sachan gogeum tongyo (Základy sedmnácti dynastických dějin) z roku 1412 a Dongui bogam (Zásady a praxe východní medicíny) z roku 1613. V roce 2009 vznikla v rámci Národní knihovny nová Digitální knihovna.